# Лелия Старшая
Ле́лия Ста́ршая (лат. Laelia Meior; II—I века до н. э.) — римская матрона из плебейского рода Лелиев, дочь Гая Лелия Мудрого и жена Квинта Муция Сцеволы Авгура.
Источники сообщают, что Лелий любил старшую дочь больше, чем младшую, жену Гая Фанния, и поэтому, когда Фанний и Сцевола претендовали на членство в коллегии авгуров, их тесть поддержал Сцеволу. У Лелии Старшей было две дочери. Одна из них вышла за выдающегося оратора Луция Лициния Красса, другая стала женой Мания Ацилия Глабриона.
Марк Туллий Цицерон, изучая в молодости право под руководством Сцеволы Авгура, встречался с Лелией и, по его словам, слышал в её речи «отцовское изящество».